# You Won't See Me
You won’t see me(Lennon/McCartney) är en låt av The Beatles från 1965.

## Låten och inspelningen
Paul McCartney har senare medgett att man med denna låt kopierade sig själva (Eight Days A Week men även The Four Tops "It's the Same Old Song", ironiskt nog en låt där denna grupp kopierade sig själva). Texten är åter en sur kommentar kring Pauls förhållande med Jane Asher och kan ses som ganska självömkande. Turnéledaren Mal Evans spelar orgel på inspelningen, som gjorde på kvällen 11 november 1965. Låten kom med på LP:n Rubber Soul, som utgavs i England 3 december 1965 och i USA 6 december 1965. 